# サトノオー
競走馬におけるサトノオーとは、
1. 日本の、1972年生まれの競走馬。本項にて記述。
2. 2008年2月5日に生まれた、父ディープインパクト、母エアトゥーレ（母の父トニービン）の日本の競走馬。社台ファーム生産のサラブレッドで、JRAで走ったものの条件戦を勝ち進むことができず中央抹消。抹消後は乗馬に転用された。通算成績21戦2勝[1]。

サトノオー（1972年4月1日 - 不明）は、日本の競走馬。主な勝ち鞍は1977年のアラブ王冠弥生賞（後の九州アラブ王冠賞）。

## 経歴
1974年（昭和49年）、デビュー。3歳時（現2歳）には6戦し1着2回2着0回3着3回の成績を収めた。1977年（昭和52年）3月6日に行われた佐賀競馬の重賞競走・アラブ王冠弥生賞（後の九州アラブ王冠賞）にて重賞初制覇。1978年（昭和53年）の競走を持って現役を引退。種牡馬に上がることはなく、その後の消息は不明。

## 競走成績
- 1974年（6戦2勝）
- 1975年（22戦7勝）
- 1976年（13勝1勝）
- 1977年（15戦4勝）
- 1978年（1戦0勝）

## 血統表
| サトノオーの血統                      | サトノオーの血統           | サトノオーの血統           | （血統表の出典）           | （血統表の出典） |
| 父系                                  | ベンドア系（エクリプス系） | ベンドア系（エクリプス系） | ベンドア系（エクリプス系） |                  |
| 父 テツカントウ Tetsu Kanto 鹿毛 1961 | 父の父セイユウ 鹿毛 1954   | サラ ライジングフレーム    | The Phoenix                | The Phoenix      |
| 父 テツカントウ Tetsu Kanto 鹿毛 1961 | 父の父セイユウ 鹿毛 1954   | サラ ライジングフレーム    | Admirable                  |                  |
| 父 テツカントウ Tetsu Kanto 鹿毛 1961 | 父の父セイユウ 鹿毛 1954   | 弟猛                       | サラ レイモンド            | サラ レイモンド  |
| 父 テツカントウ Tetsu Kanto 鹿毛 1961 | 父の父セイユウ 鹿毛 1954   | 弟猛                       | アラブ 弟詠                |                  |
| 父 テツカントウ Tetsu Kanto 鹿毛 1961 | 父の母昇冠 鹿毛 1947       | ラミー                     | Devin Bleu                 | Devin Bleu       |
| 父 テツカントウ Tetsu Kanto 鹿毛 1961 | 父の母昇冠 鹿毛 1947       | ラミー                     | Brillante                  |                  |
| 父 テツカントウ Tetsu Kanto 鹿毛 1961 | 父の母昇冠 鹿毛 1947       | 峰冠                       | （不明）                   | （不明）         |
| 父 テツカントウ Tetsu Kanto 鹿毛 1961 | 父の母昇冠 鹿毛 1947       | 峰冠                       | （不明）                   |                  |
| 母 キヨウエイヒメ 栗毛 1967           | 母の父（不明）             |                            |                            |                  |
| 母 キヨウエイヒメ 栗毛 1967           | 母の父（不明）             |                            |                            |                  |
| 母 キヨウエイヒメ 栗毛 1967           | 母の父（不明）             |                            |                            |                  |
| 母 キヨウエイヒメ 栗毛 1967           | 母の父（不明）             |                            |                            |                  |
| 母 キヨウエイヒメ 栗毛 1967           | 母の母（不明）             |                            |                            |                  |
| 母 キヨウエイヒメ 栗毛 1967           |                            |                            |                            |                  |
| 母 キヨウエイヒメ 栗毛 1967           |                            |                            |                            |                  |
| 母 キヨウエイヒメ 栗毛 1967           |                            |                            |                            |                  |
| 出典                                  | 1.                         | 1.                         | 1.                         | 1.               |